# Melina Kanakaredes
Melina Eleni Kanakaredes Constantinides (em grego:  Μελίνα Ελένη Κανακαρίδη Κωνσταντινιδου; Akron, 23 de abril de 1967) é uma atriz americana indicada ao Daytime Emmy Award. É conhecida por interpretar dois papeis de destaque em seriados de televisão exibidos nos Estados Unidos durante o horário nobre: a detetive Stella Bonasera, de CSI: NY, e a dra. Sydney Hansen, em Providence.
A emissora americana CBS confirmou, em julho de 2010, que Kanakaredes não voltaria a fazer parte do elenco da sétima temporada de CSI: NY.
Também fez parte do elenco de Percy Jackson & the Olympians: The Lightning Thief, adaptação para o cinema do primeiro livro da série Percy Jackson e os Olimpianos, do autor Rick Riordan, em que interpretou a personagem Atena.
Participou do filme "O acordo" (Snitch) como a personagem Sylvie Collins.
É normalmente confundida com a também atriz Lisa Edelstein, a doutora Lisa Cuddy da série House, M.D..

## Juventude
Kanakaredes nasceu em Akron, Ohio, filha de Constance "Connie" Temo, dona de uma empresa de doces, e Harry Kanakaredes, um vendedor de seguros. Ela é a segunda geração grego-americano de sua família e é fluente em grego. Seus dois tios maternos possuem uma loja de doces em Akron chamada "Temo's Candy Company". Ela tem duas irmãs: Cornelia "Lia" e Aretta Kanakaredes.
Kanakaredes participou da Pittsburgh Musical Theater como estudante. Aos 8 anos, Kanakaredes fez sua estréia em uma produção de "Tom Sawyer" no Weathervane Playhouse, em Akron, Ohio. Ela se formou na Firestone High School, em Akron. Frequentou a Ohio State University por um curto período de tempo e, em seguida se transferiu para o Point Park College, em Pittsburgh, Pensilvânia. Ela se formou em Point Park em 1989 com um bacharelado em artes cênicas.  Após a formatura, Kanakaredes mudou-se para Nova York, onde ela apoiou seus sonhos de atuação, trabalhando em peças off-Broadway. 
Ela estrelou a série de drama New York News (1995) e Leaving LA (1997) e co-estrelou em The Practice (1997) e Oz (1997). Ela também recebeu duas indicações ao Emmy por seu trabalho em The Guiding Light (1952). Em seguida, ela estrelou por cinco temporadas como Dr. Sydney Hansen na NBC-TV aclamada série Providence (1999). Por seu desempenho, Melina recebeu o Prêmio TV Guia 2000 de Melhor Atriz Favorita de Drama (como votado por mais de um milhão de telespectadores) e foi indicado para o mesmo prêmio em 2001. Em 2003, ela deu à luz sua segunda filha, levou ao palco como "Sally Bowles" na peça da Broadway Cabaret e rodou o filme indie Into the Fire (2005), que estreou no Tribecca Film Festival 2004. No outono de 2004, ela voltara à televisão na tão esperada série da CBS CSI: NY (2004) junto com Gary Sinise . Em 2001, ela apareceu na tela grande co-estrelando ao lado de Robert De Niro no filme 15 Minutos (2001). Outros créditos no cinema incluem Cartas na Mesa (1998), Em Luta Pelo Amor (1998) e Despertar de Um Pesadelo (1996). No mesmo ano, ela se tornou uma celebridade porta-voz para a Maybelline como destaque em suas campanhas de televisão e imprensa nacionais.
Longe do set, Kanakaredes gosta, ler, nadar, trabalhar com o sistema de Pilates, viajar (em especial a Grécia), ouvir James Taylor , e é uma grande fã de esportes dos Cleveland Indians e Chicago Bulls. Ela vive com sua família em Los Angel 